# Княжество Музака
Княжество Музаки или Владение Берат е владение под османски васалитет в историко-географската област Музакия с център Берат, начело с деспот Андрей II Музака.
Възниква след разгрома на фамилиите Мърнявчевичи и Балшичи в битката при Балши, от когато под османски контрол попадат всички северноалбански земи с Круя - до Улцин. Османците се оттеглят, запазвайки под прекия си контрол от средата на 80-те години единствено Костур. 
Княжеството като самостоятелно владение се управлява от рода Музаки и просъществува до 1417 г., когато Берат преминава под пряка османска власт.